# جوان اوشانیوا
جوان اوشانیوا (انگلیسی: Juwon Oshaniwa؛ زاده ۱۴ سپتامبر ۱۹۹۰) یک بازیکن فوتبال اهل نیجریه است.